# Mindaugas Bagužis
Mindaugas Bagužis (Plungė, 10 aprile 1983) è un ex calciatore lituano, di ruolo difensore.

## Carriera

### Club
In carriera ha giocato 21 partite di qualificazione alle coppe europee, di cui 11 per la Champions League e 10 per l'Europa League.

### Nazionale
Ha giocato nella nazionale lituana Under-21.